# Maechidius sordidus
Maechidius sordidus är en skalbaggsart som beskrevs av Jean Baptiste Boisduval 1835. Maechidius sordidus ingår i släktet Maechidius och familjen Melolonthidae. Inga underarter finns listade i Catalogue of Life.